# 문경초등학교
문경초등학교는 대한민국 경상북도 문경시 문경읍 상리에 있는 공립 초등학교이다.

## 연혁
- 1912년 4월 12일 문경공립보통학교(4년제) 개교(설립인가 4월 1일)
- 1924년 4월 1일 6년제로 개편
- 1938년 4월 1일 문경서부공립심상소학교로 개칭[1]
- 1941년 4월 1일 문경서부공립국민학교로 개칭
- 1946년 8월 1일 문경국민학교로 교명 개칭
- 1966년 12월 12일 문희관(강당) 준공(박정희 대통령 하사)
- 1978년 1월 4일 교가 제정
- 1979년 10월 15일 문정관(도서관) 개관(박정희 대통령 하사)
- 1982년 3월 1일 특수학급 1학급 개설
- 1986년 4월 12일 병설유치원 2학급 개원
- 1996년 3월 1일 문경초등학교로 교명 개칭[2]
- 2004년	5월 25일 정구장 1코트 개설
- 2007년 2월 28일 보건실 현대화
- 2007년 11월 19일 보육교실 설치
- 2016년 9월 1일 제32대 이재명 교장 부임
- 2017년 2월 17일 103회 졸업식(29명) 총 13,907명 졸업
- 2017년 3월 1일 초등 7학급, 병설유치원 1학급 편성

## 기타
대한민국의 5~9대 대통령인 박정희가 1937년부터 1940년까지 이 학교에서 교사로 근무한 적이 있다.

## 참고 자료
- 문경초등학교 - 한국교육학술정보원 학교알리미